# پاول فون هیندنبورگ
پاول لودویگ هانس آنتون فون بِنِکِندورف اوند هیندنبورگ (به آلمانی: Paul Ludwig Hans Anton von Beneckendorff und von Hindenburg) (زاده ۲ اکتبر ۱۸۴۷ – درگذشته ۲ اوت ۱۹۳۴)
در ۲ اکتبر ۱۸۴۷ در شهر پوزنان که در آن دوران از شهرهای پادشاهی پروس به‌شمار می‌رفت، به دنیا آمد. وی در ۱۸ سالگی وارد ارتش پادشاهی پروس شد. او در جریان جنگ جهانی اول در کنار اریش لودِن‌دُرف، رهبری تلاش نظامی آلمان را بر عهده داشت. پس از جنگ جهانی اول به درجهٔ مارشالی ارتقا یافت و به‌عنوان فرمانده قوای آلمان منصوب شد. در سال ۱۹۲۵ به ریاست‌جمهوری جمهوری وایمار برگزیده شد و در ۳۰ ژانویه ۱۹۳۳ هیتلر را به سِمَتِ صدر اعظم آلمان منصوب کرد. وی در ۲ اوت ۱۹۳۴ در سن ۸۶ سالگی درگذشت. پس از درگذشت او، هیتلر حکومت نازیسم را در آلمان برقرار کرد.